# Skyz Tower & Garden
La Skyz Tower & Garden est un gratte-ciel construit à Tokyo en 2015 dans le district de Koto-ku. 
Il mesure 155 mètres de hauteur et abrite des logements sur 44 étages.
L'architecte est la société Shimizu Corporation.